# Vera Borek
Vera Borek (* 20. September 1940 in Breslau) ist eine österreichische Schauspielerin.

## Leben
Borek stammt aus einem künstlerischen Elternhaus. Sie wurde als Tochter einer deutschen Opernsängerin und eines Wiener Lederwarenhändlers in Breslau geboren. Noch während ihrer Kindheit übersiedelte die Familie 1945 nach Wien. Ihre Schauspielausbildung absolvierte sie an der Hochschule für Musik und Theater in Hannover. Borek hatte als Theaterschauspielerin Engagements am Schauspielhaus Bochum, an den Städtischen Bühnen Münster, am Staatstheater Wiesbaden, am Thalia-Theater in Hamburg (Spielzeit 1969/70 als Konstanze in König Johann von William Shakespeare), am Schauspielhaus Wien, am Theater im Kopf in Wien und bei den Wiener Festwochen.
Ab der Spielzeit 1976/77 war sie bis zu ihrer Pensionierung im Jahre 2005 festes Ensemblemitglied am Volkstheater Wien. Später trat sie dort weiterhin als Gastschauspielerin auf. Borek spielte  alle klassischen Rollen ihres Fachs, das von der jugendlichen Naiven, der jugendlichen Heldin bis zur Salondame reichte. Am Volkstheater trat sie unter anderem als Jenny in Brecht/Weills Die Dreigroschenoper (1990/91), als Olivia in Was ihr wollt (1992/93), als Ada in Horváths Zur schönen Aussicht (1994/95), als Hekuba in Die Troerinnen (1996/96), als Irene Harms in Der einsame Weg (1996/97), als Valerie in Geschichten aus dem Wienerwald (1997/98), als Millerin in Kabale und Liebe (2002/03), als Marthe Rull in Der zerbrochne Krug (2002/03) sowie in Stücken von Elfriede Jelinek, Gert Jonke, Thomas Bernhard und Franzobel auf. 2004 spielte sie in der Uraufführung der Dramolette Bohrende Fragen von Antonio Fian. In der Spielzeit 2007/08 verkörperte sie am Volkstheater die Claire Zachanassian in Friedrich Dürrenmatts Tragikomödie Der Besuch der alten Dame. In der Spielzeit 2009/10 übernahm sie dort die Rolle der Mutter in der deutschsprachigen Erstaufführung der Bühnenfassung von Pedro Almodóvars Kinofilm Alles über meine Mutter.
2007 spielte Borek erstmals auch am Theater in der Josefstadt, und zwar in Dolores Schmidingers Bühnenfassung der Alltagsgeschichten von Elizabeth T. Spira.
Borek war seit Ende der 1960er Jahre auch in einigen Kinofilmen und in Fernsehrollen zu sehen. Häufig übernahm sie Rollen in Fernsehspielen. In der US-amerikanischen Miniserie Holocaust – Die Geschichte der Familie Weiß spielte sie 1978 die Rolle der Nadya.  1979 besetzte Maximilian Schell sie in seiner Horvath-Verfilmung
Geschichten aus dem Wienerwald als die Gnädige Frau, die im Laden des Zauberkönigs Zinnsoldaten bestellt bzw. bestellen will. Unter der Regie von Xaver Schwarzenberger zeichnete sie 2000 ein liebenswürdiges Charakterporträt als Cilli in der Filmkomödie Vino Santo – Es lebe die Liebe, es lebe der Wein.
Borek war auch als Rezitatorin tätig. 1976 ging sie gemeinsam mit Helmut Qualtinger mit einer Lesereise auf Tournee, bei der die beiden Texte von Johann Nestroy, Ödön von Horváth und Karl Kraus sowie eigene literarische Arbeiten Qualtingers vortrugen.
Mehrmals hielt sie Lesungen aus der Autobiografie Weiter leben. Eine Jugend von Ruth Klüger, unter anderem im Jüdischen Museum in Wien und im Alten Rathaus in Linz. 2009 trat sie, zur Erinnerung an die Reichspogromnacht, am Theater im Nestroyhof gemeinsam mit Erni Mangold in einer szenischen Lesung des experimentellen Prosatextes spielräume von Elfriede Gerstl auf.
Borek war auch als Sprecherin für Hörspiele und Hörbücher tätig; häufig entstanden gemeinsame Arbeiten mit Qualtinger. Im September 1976 wurde die gemeinsame Hörspielaufnahme des Qualtinger-Textes Reigen-Express produziert. Neben dem Reigen-Express wurden auch noch zwei weitere Dialoge mit Qualtinger/Borek eingespielt: Wien wird wieder Weltstadt und Ein Nobellokal. Borek und Qualtinger nahmen gemeinsam auch Texte von Ödön von Horváth auf. Unter dem Titel Ich habe 174 Briefe und Karten von Robert Walser las Borek in einer Hörbuchfassung aus den Erinnerungen der Wäscherin und Walser-Freundin Frieda Mermet sowie Texte von Robert Walser. Außerdem nahm sie Effis Nacht von Rolf Hochhuth als Hörbuch auf. Sie wurde bei den ORF Hörspielpreisen 2017 als Beste Schauspielerin ausgezeichnet.
Von 1982 bis zu seinem Tod 1986 war Borek mit Helmut Qualtinger verheiratet.

## Auszeichnungen
- 2010: Goldenes Ehrenzeichen für Verdienste um das Land Wien[2]

## Filmografie
- 1969: Die bösen Köche
- 1975: Des Pudels Kern
- 1977: Mulligans Rückkehr
- 1977: Fehlschuß
- 1978: Holocaust – Die Geschichte der Familie Weiss
- 1979: Geschichten aus dem Wienerwald
- 1990: Der veruntreute Himmel (Fernsehfilm)
- 1992: Dead Flowers
- 1993: Tatort: Kolportage (Fernsehfilm)
- 1996: Tatort: Stahlwalzer (Fernsehfilm)
- 1999; 2001: Kommissar Rex (Fernsehserie; 2 Folgen: Der Tod kam zweimal und Hetzjagd)
- 2000: Vino Santo – Es lebe die Liebe, es lebe der Wein (Fernsehfilm)
- 2000: Happy Hour oder Glück und Glas
- 2007: Der Bulle von Tölz: Wiener Brut
- 2010: Fern & Nah (Kurzfilm)
- 2013: SOKO Wien (Fernsehserie; Folge: Borderline)